# Misiliscemi
Misiliscemi est une commune italienne de 8 669 habitants, appartenant au consortium municipal libre de Trapani en Sicile.
Cette commune dispersée, créée en 2021 par détachement de la commune de Trapani, est composée de 8 hameaux.

## Toponyme
La commune a pris le nom du cours d'eau Misiliscemi qui l'arrose. Ce nom dérive de Masil Escemmu , du terme arabe Manzil-al-Escemmu, qui signifie « haut lieu où coule l'eau » . En fait, le quartier, à environ 100 mètres d'altitude, était autrefois riche en sources.

## Histoire
En 2018, les habitants des hameaux de Fontanasalsa, Guarrato, Rilievo, Locogrande, Marausa, Palma , Salinagrande, et Pietretagliate votent lors d'un référendum local, pour se séparer du territoire de Trapani. 
La commune de Misiliscemi a été créée par la loi régionale n°3 du 10 février 2021, publiée le 19 février, par détachement du territoire de la commune de Trapani .
Depuis le 16 avril 2021, et jusqu'à l'élection du maire et du conseil municipal, la commune est dirigée par un commissaire extraordinaire nommé par le gouvernement régional sicilien. Le siège provisoire de la commune reste dans la commune de Trapani. Le premier maire élu, en novembre 2022, est Salvatore Tallarita, opposé à Giuseppe Peralta.

## Géographie

### Territoire
Le territoire de Misiliscemi s'étend sur 93 km2. Au relief principalement plat, la commune est baignée par la mer de Sicile dans les hameaux de Marausa et Salinagrande, et présente une partie intérieure plus vallonnée. Le territoire comprend également des marais salants. 
Les huit hameaux sont arrosés par le torrent Misiliscemi, sec la majeure partie de l'année. 
La région de Misiliscemi a été classée en zone sismique 2 (sismicité moyenne) .

### Population
Il s'agit d'une commune dispersée, puisque son nom est différent de celui des frazioni le composant et que le siège de l'autorité locale reste indéterminé. Elle est composée de huit hameaux .

### Frazioni
- Fontanasalsa
- Guarrato
- Rilievo
- Locogrande
- Marausa
- Palma
- Salinagrande
- Pietretagliate

### Communes limitrophes
Les communes attenantes à Misiliscemi sont Marsala, Paceco et Trapani.

## Patrimoine
- Tour de Marausa, ou Torre di Mezzo : Tour côtière du XVIIe siècle située entre celle de Nubia et celle de San Teodoro, elle devient le siège de la Garde des finances après la Seconde Guerre mondiale puis a accueilli la première exposition de l'épave romaine retrouvée au large de Marausa[13],[14].
- épave romaine de Marausa (it) : restes d'un navire romain du IIIe siècle découverts par 2 mètres de fond par des pêcheurs au large de la plage de Marausa, désormais exposés au Musée archéologique de Marsala.

## Transports
- Gare ferroviaire de Marausa

- Aéroport de Trapani-Birgi, en partie sur le territoire de la commune.

## Administration
| Période                                  | Période        | Identité            | Étiquette | Qualité                    |
| ---------------------------------------- | -------------- | ------------------- | --------- | -------------------------- |
| novembre 2022                            | en cours       | Salvatore Tallarita |           | maire                      |
| 16 avril 2021                            | npovembre 2022 | Carmelo Burgio      |           | commissaire extraordinaire |
| Les données manquantes sont à compléter. |                |                     |           |                            |